# Saint-Pierre-les-Dames (Reims)
‎Saint-Pierre-les-Dames‎‎ ‎‎(L'Abbaye royale de Saint-Pierre-les-Dames de Reims‎‎) foi um convento de freiras ‎‎beneditinas‎‎ estabelecida na cidade de ‎‎Reims‎‎ por mais de mil anos, desde o começo da ‎‎Idade Média‎‎ até a época da ‎‎Revolução Francesa. O mosteiro já existia certamente durante o reinado de Carlos Magno, e segundo algumas fontes datadas já no século VI, embora tenha sido argumentado que a data anterior pode ser devida à confusão com um mosteiro diferente e de vida mais curta no cidade, também dedicada a São Pedro.

Renée de Lorraine (1522–1602), filha de Claude, duque de Guise, foi abadessa por 56 anos, de 1546 até sua morte, durante as Guerras Religiosas da França. Em 1560, sua irmã, Maria de Guise, mãe de Maria, Rainha dos Escoceses, foi enterrada na igreja da abadia. Durante o mesmo ano, Maria Rainha da Escócia passou algum tempo na abadia quando lamentava a morte de seu primeiro marido, ‎‎Francisco II da França,‎‎ bem como de sua mãe, e ela doou seu livro de oração para a biblioteca do mosteiro.